# TVP Polonia
TVP Polonia är en satellit-TV-kanal som riktar sig till utlandspolacker, startat till 24 oktober 1992 op 31 mars
1993. Kanalen sänder såpoperor, kulturprogram, filmer och nyheter 24 timmar/dygn med täckning över hela jorden. Serier och filmer är ofta textade på engelska. Kanalen ägs av Telewizja Polska (TVP), statstelevisionen.